# Daejeon

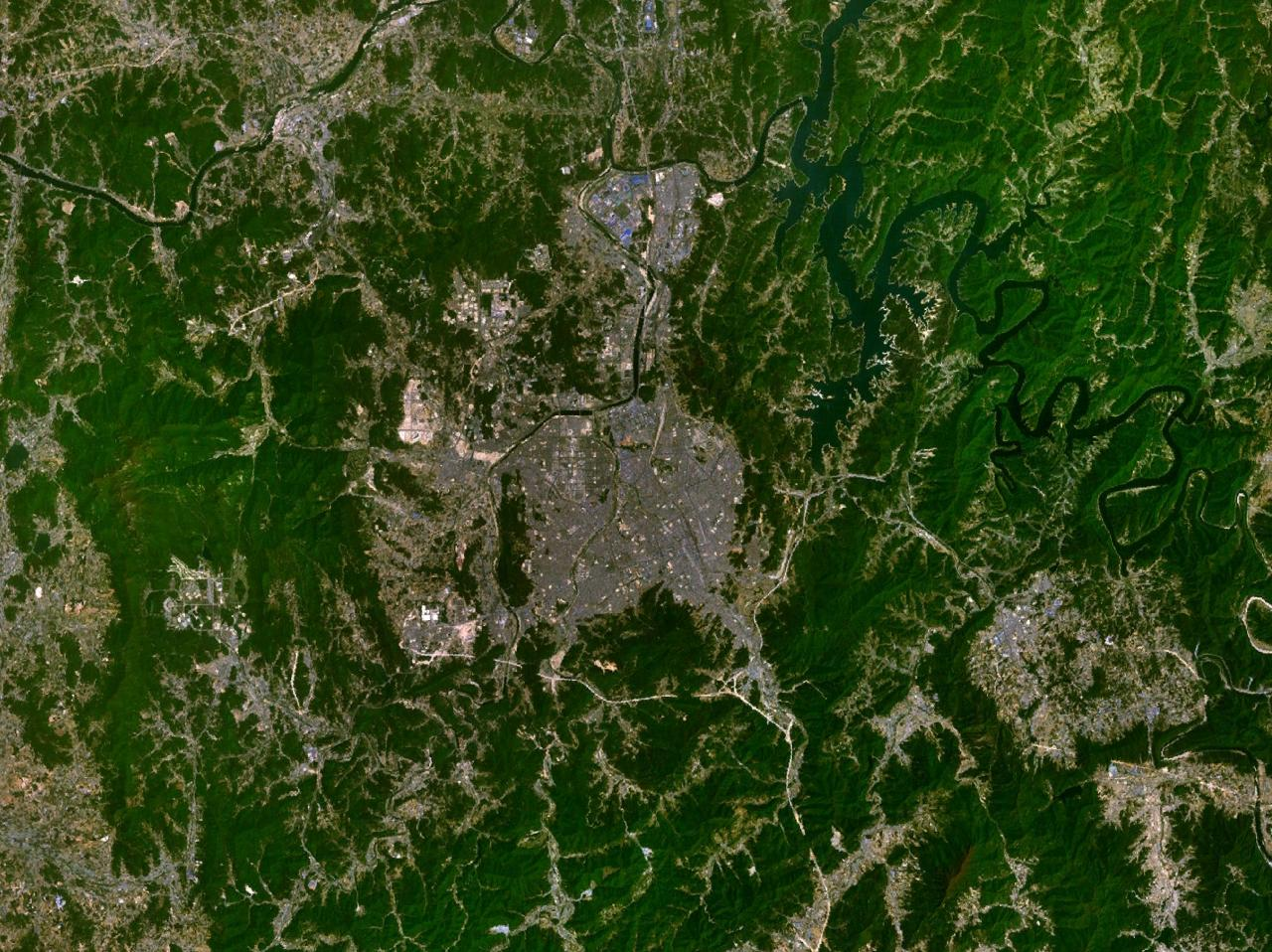
Satellitenbild von Daejeon

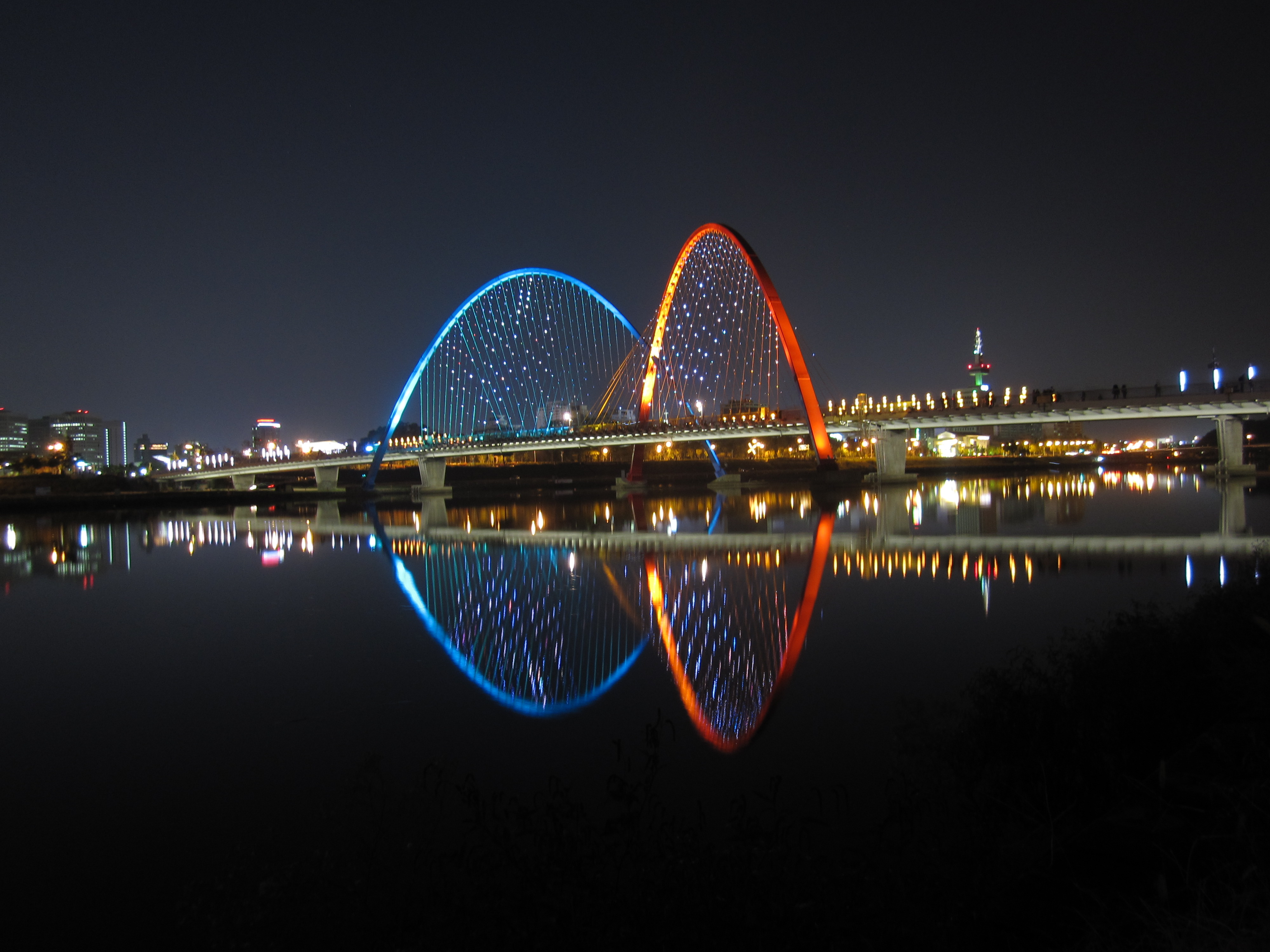
Die Expo-Brücke bei Nacht

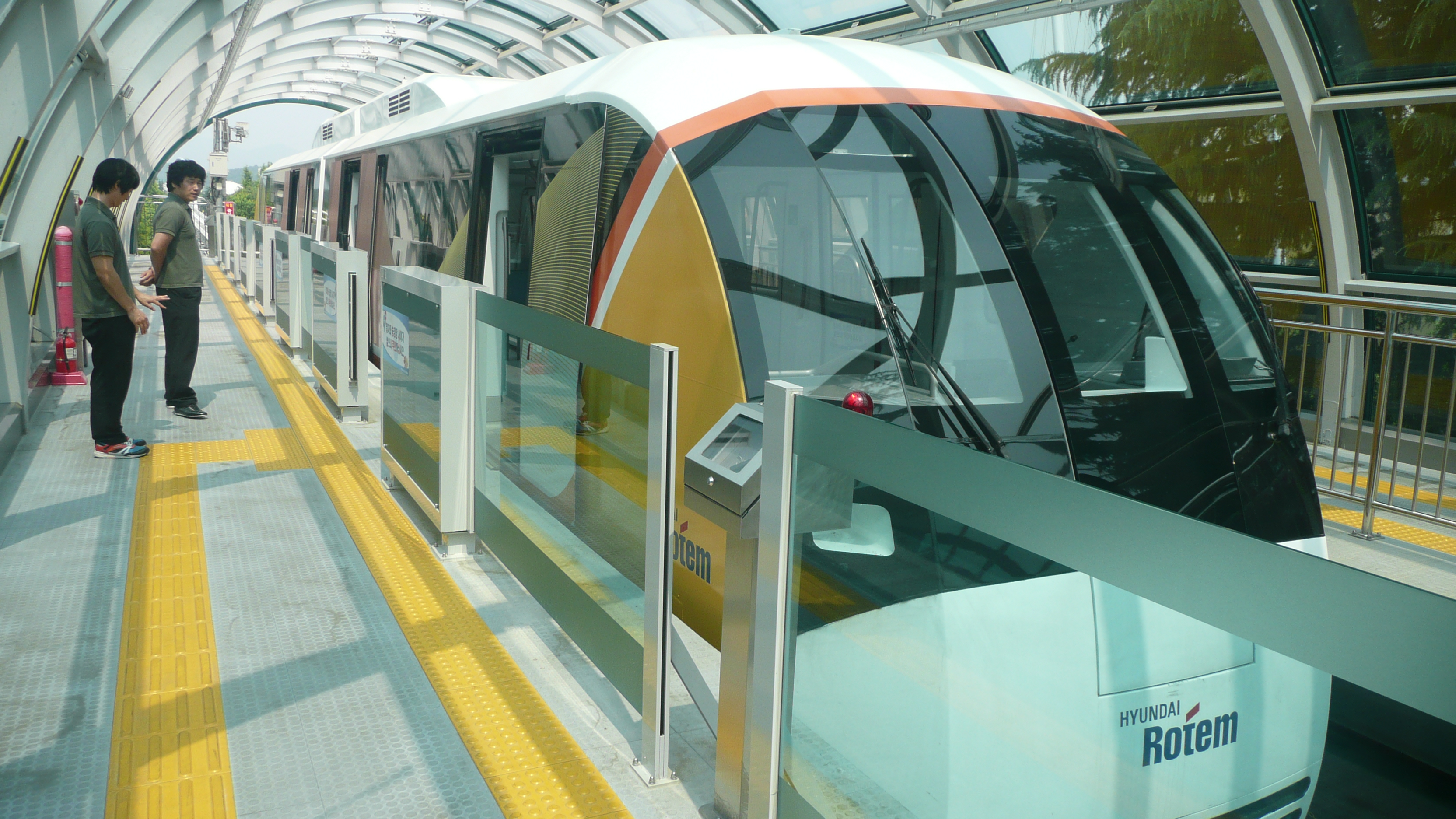
Die Magnetschwebebahn zwischen dem Daejeon Expo Park und dem National Science Museum in Daejeon

Daejeon (koreanisch 대전; Daejeonⓘ [tɛːˈtɕʌn]) ist eine Großstadt im Zentrum von Südkorea.

## Geografie
Daejeon ist mit 1.493.979 Einwohnern (Stand: 2019) die fünftgrößte Stadt Südkoreas. Es liegt zwischen den Provinzen Chungcheongbuk-do im Osten und Chungcheongnam-do im Westen sowie der Stadt Sejong im Nordwesten und ist die Hauptstadt von Chungcheongnam-do (abgek.: Chungnam), obwohl es politisch eine eigenständige Einheit bildet.
Die Stadt ist vollständig von bewaldeten Hügeln umschlossen; auf gut ausgebauten Wegen kann Daejeon umwandert werden. Der Stadtbezirk Yuseong liegt im Nordwesten von Daejeon und ist bekannt für seine heißen Quellen. Hier befindet sich auch der Hauptcampus der Chungnam-Nationaluniversität.

## Geschichte
Bis zum Ende Groß-Koreas (1910) war Daejeon ein kleines Dorf.
Zwischen 1910 und 1945 war Korea Teil des Japanischen Kaiserreichs. Da Japanisch in dieser Zeit Amtssprache war, wurde der Stadtname 大田 japanisch Taiden gelesen.
Die Stadt entwickelte sich, nachdem sie 1914 Anschluss an die Eisenbahn erhalten hatte.
Am 14. September 1948 ereignete sich 24 km nördlich von Daejeon ein schwerer Eisenbahnunfall: Ein Personenzug fuhr auf einen anderen Zug auf. 40 Menschen starben, 60 wurden darüber hinaus verletzt. Die meisten Toten waren US-Soldaten.
Während des Koreakriegs war Daejeon vorübergehend die Hauptstadt Südkoreas. Etwa 70 % der Stadt wurden in der Folge völlig zerstört.
Im Juli 1950 fand die Schlacht um Daejeon statt.
Daejeon wuchs nach dem Koreakrieg als ein Zentrum von Textilindustrie, Maschinenbau und chemischer Industrie. 1993 fand die Weltausstellung in Daejeon statt. Die EXPO-Brücke wurde zu diesem Anlass gebaut. Zur Fußball-Weltmeisterschaft 2002 fanden drei Spiele im neu erbauten Daejeon-World-Cup-Stadion statt.

## Verkehr
Heute ist die Stadt ein wichtiger Eisenbahnknotenpunkt. Das staatliche Bahnunternehmen KORAIL hat seinen Hauptsitz in Daejeon.
In Daejeon ist seit 2007 eine U-Bahn-Linie in Betrieb.

## Bildung
In Daejeon befinden sich die Chungnam-Nationaluniversität, das Korea Aerospace Research Institute, Südkoreas Raumfahrtagentur, und das Korea Advanced Institute of Science & Technology (KAIST), Südkoreas führende Hochschule auf dem Gebiet der Ingenieurwissenschaften.

## Stadtbezirke
- Dong-gu (동구, 東區)
- Seo-gu (서구, 西區)
- Jung-gu (중구, 中區)
- Yuseong-gu (유성구, 儒城區)
- Daedeok-gu (대덕구, 大徳區)

## Städtepartnerschaften
Daejeon listet folgende vierzehn Partnerstädte auf:
| Stadt             | Land                             | seit | Typ                |
| ----------------- | -------------------------------- | ---- | ------------------ |
| Bình Dương        | Đông Nam Bộ, Vietnam             | 2005 | Partnerstadt       |
| Brisbane          | Queensland, Australien           | 2002 | Partnerstadt       |
| Brünn             | Jihomoravský kraj, Tschechien    | 2016 | Städtefreundschaft |
| Budapest          | Közép-Magyarország, Ungarn       | 1994 | Partnerstadt       |
| Calgary           | Alberta, Kanada                  | 1996 | Partnerstadt       |
| Durban            | KwaZulu-Natal, Südafrika         | 2011 | Partnerstadt       |
| Guadalajara       | Jalisco, Mexiko                  | 1997 | Partnerstadt       |
| Montgomery County | Maryland, Vereinigte Staaten     | 2017 | Partnerschaft      |
| Nanjing           | Huadong, Volksrepublik China     | 1994 | Partnerstadt       |
| Nowosibirsk       | Sibirien, Russland               | 2001 | Partnerstadt       |
| Ōda               | Chūgoku, Japan                   | 1987 | Partnerstadt       |
| Sapporo           | Hokkaidō, Japan                  | 2010 | Partnerstadt       |
| Seattle           | Washington, Vereinigte Staaten   | 1989 | Partnerstadt       |
| Shenyang          | Mandschurei, Volksrepublik China | 2013 | Partnerstadt       |
| Uppsala           | Schweden                         | 1999 | Partnerstadt       |
| Wuxi              | Huadong, Volksrepublik China     | 2006 |                    |

1. ↑  Ōda wird mit den gleichen chinesischen Zeichen (大田) wie Daejeon geschrieben.

## Klimatabelle
|                       | Jan  | Feb  | Mär  | Apr  | Mai  | Jun   | Jul   | Aug   | Sep   | Okt  | Nov  | Dez  |   |         |
| Mittl. Tagesmax. (°C) | 3,3  | 5,7  | 11,5 | 19,1 | 23,8 | 27,4  | 29,7  | 30,2  | 25,9  | 20,4 | 12,7 | 6,1  | ⌀ | 18      |
| Mittl. Tagesmin. (°C) | −6,3 | −4,5 | 0,2  | 6,3  | 11,7 | 17,2  | 21,8  | 21,8  | 15,8  | 8,3  | 1,9  | −3,9 | ⌀ | 7,6     |
|                       |      |      |      |      |      |       |       |       |       |      |      |      |   |         |
| Niederschlag (mm)     | 29,5 | 36,4 | 60,5 | 87,2 | 97,0 | 174,3 | 292,2 | 296,5 | 141,5 | 56,9 | 51,7 | 30,1 | Σ | 1.353,8 |
|                       |      |      |      |      |      |       |       |       |       |      |      |      |   |         |
| Regentage (d)         | 9,1  | 8,3  | 8,6  | 8,4  | 8,6  | 10,6  | 15,6  | 14,0  | 8,4   | 6,8  | 9,2  | 9,2  | Σ | 116,8   |

| −6,3 |

| −4,5 |

| 0,2 |

| 6,3 |

| 11,7 |

| 17,2 |

| 21,8 |

| 21,8 |

| 15,8 |

| 8,3 |

| 1,9 |

| −3,9 |

| −6,3 |

| −4,5 |

| 0,2 |

| 6,3 |

| 11,7 |

| 17,2 |

| 21,8 |

| 21,8 |

| 15,8 |

| 8,3 |

| 1,9 |

| −3,9 |